# Meiselmarkt

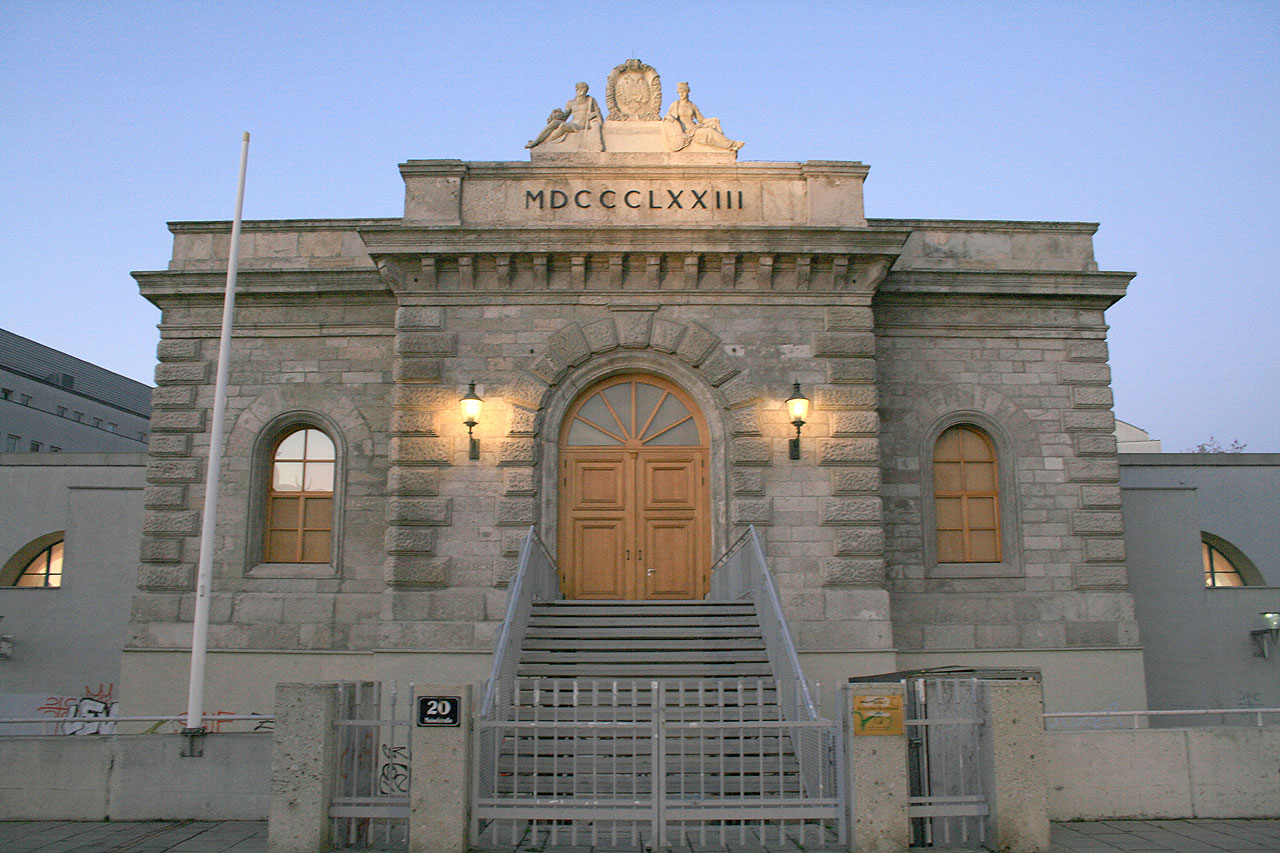
Die Alte Schieberkammer des ehemaligen Wasserbehälters Schmelz, in dem sich heute der Meiselmarkt befindet

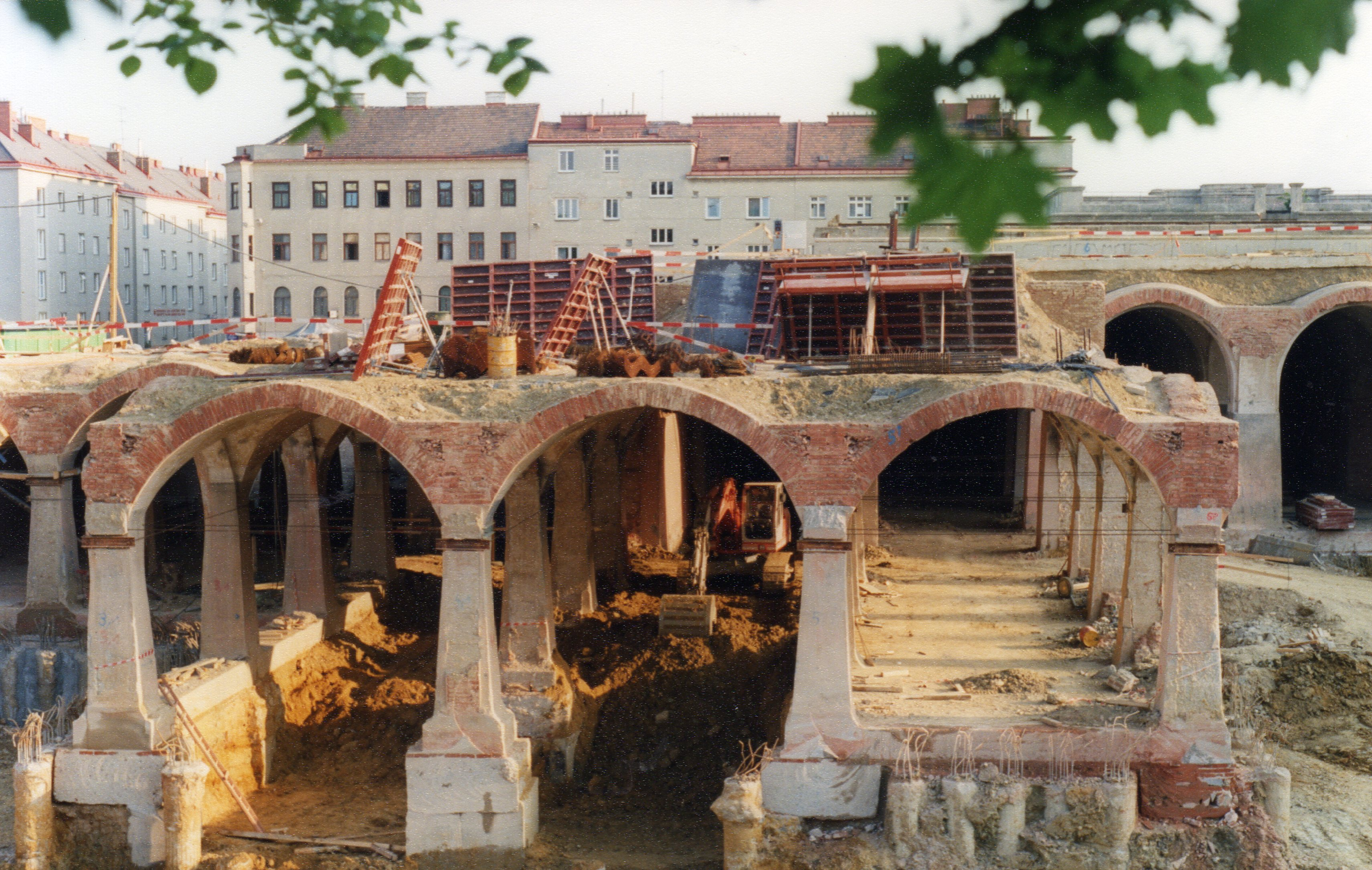
Der Wasserbehälter im Umbau, 1993

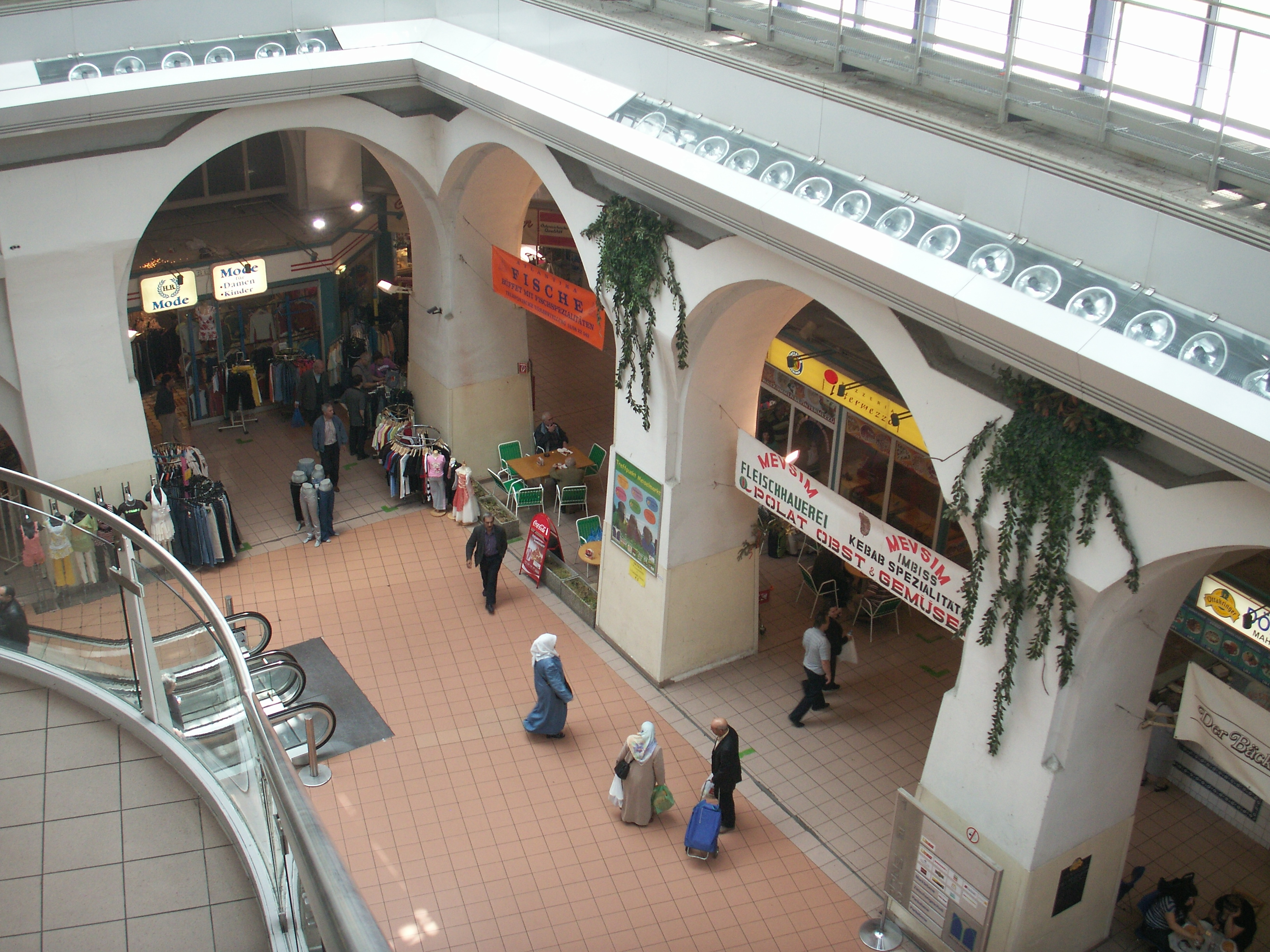
Meiselmarkt, Pfeiler des ehemaligen Wasserbehälters

Der Meiselmarkt ist ein Markt auf der Schmelz im 15. Wiener Gemeindebezirk Rudolfsheim-Fünfhaus. Er befindet sich gemeinsam mit der U-Bahn-Station Johnstraße in einem ehemaligen Wasserbehälter der Wiener Wasserversorgung. Namensgebend ist die angrenzende Meiselstraße, die nach dem Rudolfsheimer Ehrenbürger Johann Meisel benannt wurde.

## Geschichte
1905 als vorübergehendes Provisorium errichtet, wurde der Markt 1913 bereits auf die doppelte Fläche erweitert und asphaltiert, worauf er amtlich sanktioniert wurde. Im Zuge des Baus des Technischen Museums wurde der Rudolfsheimer Zentralmarkt geschlossen und zum Meiselmarkt verlegt.
Mit einem Beschluss des Wiener Gemeinderats vom 26. Juni 1992 wurde der Standort des Meiselmarkts an die Wiener Städtische Allgemeine Versicherung verkauft, die dort die Errichtung einer Tiefgarage, eines Marktes mit Einkaufszentrum und einer Wohnhausanlage plante. Architekten waren Rupert Falkner und Rudolf Guttmann. Nach zwei Brandstiftungen im Juli 1995 und einer weiteren im Jänner 1996 wurden die alten Stände des bereits aufgelassenen Marktes abgetragen. Auf dem Grundstück wurde in Folge eine Wohnhausanlage errichtet.
Am 10. November 1995 wurde von Bürgermeister Michael Häupl der neue Meiselmarkt offiziell eröffnet, der in den erhalten gebliebenen und in den neu errichteten Gebäudekomplex integrierten Teil des zwischen 1870 und 1873 errichteten und zwischen 1878 und 1879 erweiterten ehemaligen Wasserbehälter Schmelz übersiedelt worden war. An diesem neuen Standort, der bereits seit dem 3. April 1995 in Betrieb ist, tritt das Wiener Marktamt als Mieter der Wiener Städtischen Allgemeinen Versicherung auf und vermietet die Marktstände seinerseits an die Marktparteien weiter.
Der Markt selbst wurde ins Geschoß unter das Straßenniveau der Hütteldorfer Straße verlegt. Dadurch verlor der Markt viel an Atmosphäre – er erinnert heute eher an ein Einkaufszentrum. Für die Einwohner des 15. Bezirks ist der Meiselmarkt dennoch ein wichtiger Einkaufsort, an dem man die Bedürfnisse des täglichen Lebens decken kann.

## Erweiterungsprojekt
Ab 2007 bestanden Pläne des Eigentümers, die Freifläche auf dem ehemaligen Wasserbehälter, hinter der denkmalgeschützten alten Schieberkammer mit einem Wohngebäude zu überbauen. Dieses Projekt wurde wegen des Verlustes der (nach einem Unfall nicht mehr öffentlich zugänglichen) Grünfläche im Bezirk kritisiert. Seit Ende Jänner 2012 werden die Bauarbeiten durchgeführt, wegen der notwendigen Verstärkung der tragenden Säulen im ehemaligen Wasserbehälter mussten einige Marktstände vorübergehend verlegt werden. Das für längere Zeit weitgehend leerstehende Einkaufszentrum oberhalb des Marktes wurde durch den Einzug eines Elektrofachmarktes wieder belebt.

## Verkehrsanbindung
An den öffentlichen Verkehr angeschlossen ist der Meiselmarkt durch die im September 1994 eröffnete U3-Station Johnstraße, die Straßenbahnlinie 49 und die Autobuslinien 10A und 12A.

## Sonstiges
- Auf einem Grundstück östlich des Meiselmarkts im Bereich Selzergasse / Hütteldorfer Straße befand sich von 1903 bis 1912[11] der Sportplatz des SK Rapid Wien, bis der Fußballclub nach Hütteldorf übersiedelte.[12]
- Die alte Schieberkammer des ehemaligen Wasserbehälters Schmelz dient als Veranstaltungsort für Ausstellungen.
- Im Zuge der Oberflächengestaltung nach dem U-Bahn-Bau wurde zwischen dem Meiselmarkt und der Huglgasse beim Kaiserin-Elisabeth-Spital die Wiener Wasserwelt errichtet.